# Villa Sjövik

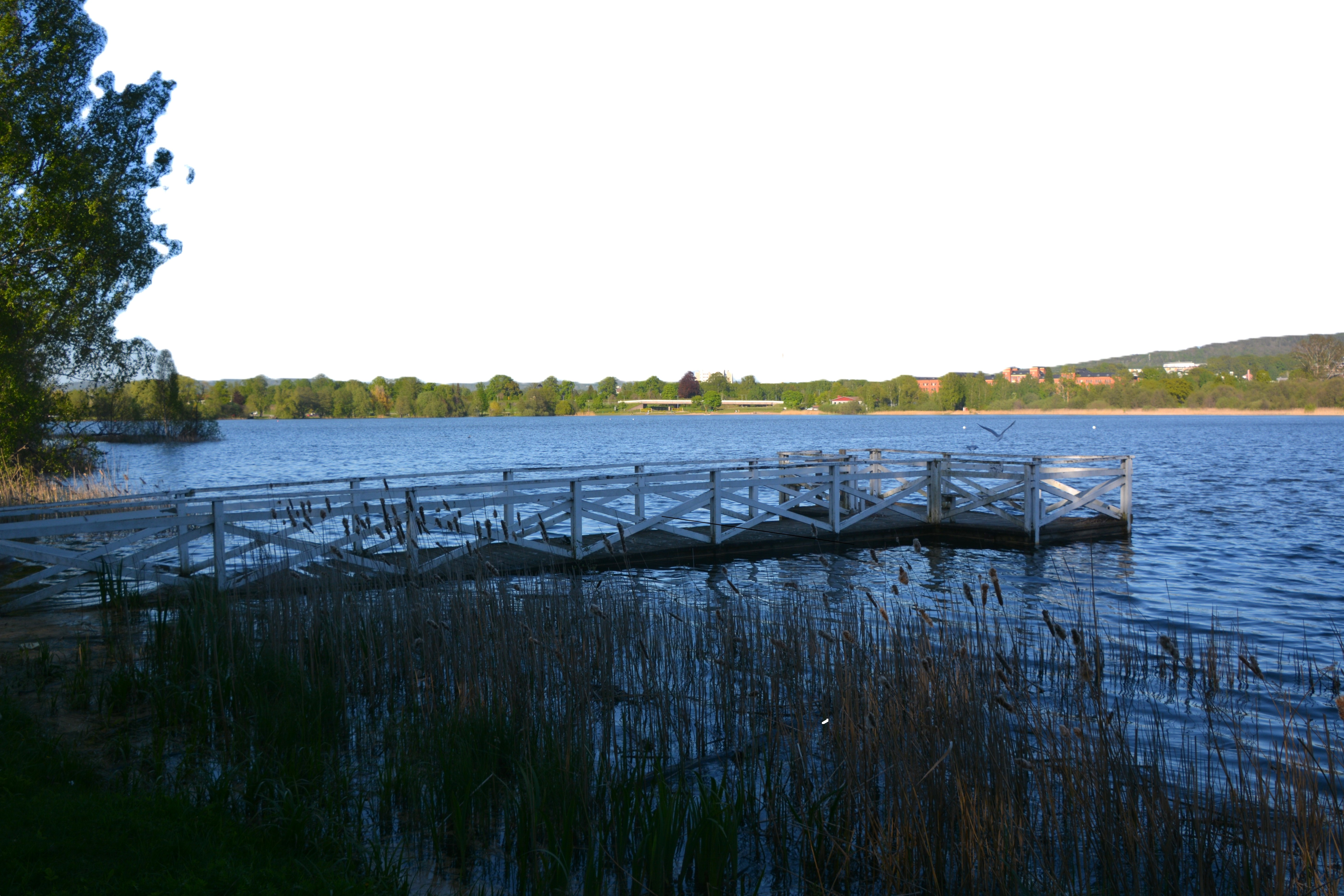
Bauers brygga

Villa Sjövik var en villa byggd vid Rocksjöns västra strand; villan uppfördes 1881 av konstnären John Bauers far. 
Huset, som var ganska stort, var först och främst tänkt som sommarbostad till familjen Bauer, medan de ännu bodde kvar i lägenheten vid Östra torget i Jönköping. Huset hade en fasad av ljus puts och var beläget i en lummig, grönskande trädgård, och nedanför huset gick en lång brygga ut genom Rocksjöns vass.
John Bauers far drev en framgångsrik charkuterirörelse och i Villa Sjöviks stenkällare lagrades fläsk och andra varor som såldes i faderns charkuteriaffär. Med tiden blev Villa Sjövik familjen Bauers fasta bostad och inrymde många år senare även John Bauers ateljé. Villa Sjövik och markerna runtom blev utgångspunkten för flera av den unge Bauers tidiga naturupplevelser och grunden i det mesta av hans kommande verk.
Huset revs på 1960-talet. I dag finns vid denna plats John Bauers park. På initiativ av bokbindarmästaren Lennart Enander återuppfördes på 1990-talet den långa bryggan vid Rocksjön.